# Antonino Macaluso
Antonino Macaluso, detto Nino (Palermo, 12 giugno 1922 – Palermo, 21 marzo 2018), è stato un politico italiano.

## Biografia
Laureato in giurisprudenza, fu ufficiale del corpo delle guardie di pubblica sicurezza; lasciata poi la divisa divenne avvocato.
Nel 1972 fu eletto deputato per il Movimento Sociale Italiano-Destra Nazionale, fino al 1976. Rieletto nel 1979, fu confermato nel 1983 e nel 1987, fino al 1992.
Fu docente di storia dell'educazione fisica all'ISEF di Palermo fino al 1996.
Nel giugno 1994 si candidò alle elezioni europee con Alleanza Nazionale nella circoscrizione Isole, ma ottenne solo 7.000 voti. Nel 1995 aderì al Movimento Sociale Fiamma Tricolore e alle politiche del 1996 si candidò alla Camera nel collegio di Sciacca, dove ottenne il 3,1 per cento. Nel 1997 si candidò a sindaco di Palermo, ma ottenne solo lo 0,5%.